# Чињенице о случају господина Валдемара
„Чињенице о случају господина Валдемара” (енгл. The Facts in the Case of M. Valdemar) је приповетка америчког писца Едгара Алана Поа, први пут објављена 1845. године. Радња прати хипнотизера који ставља једног човека у стање хипнозе у тренутку његове смрти. Ова прича је у извесној мери била обмана, јер је објављена без тврдње да је измишљена, а многи су је у време објављивања сматрали чињеничним приказом. По је у писмима својим дописницима признао да је ово дело чисте фикције.

## Радња
Приповедач износи чињенице о изузетном случају његовог пријатеља Ернеста Валдемара, које су подстакле јавну расправу. Њега занима месмеризам, псеудонаука која се бави довођењем пацијента у хипнагошко стање, а овај процес се касније развио у хипнозу. Он истиче да, колико он зна, нико никада није био хипнотисан у тренутку смрти, и радознао је да види какве би ефекте месмеризам имао на особу на самрти. Размишља о експериментисању на Валдемару, аутору којег је претходно хипнотисао и коме је недавно дијагностикована туберкулоза.
Валдемар пристаје на експеримент и обавештава приповедача писмом да његови лекари очекују да ће умрети до поноћи следеће вечери. Валдемарова два лекара обавештавају приповедача о лошем стању свог пацијента. Након што је поново потврдио да је Валдемар вољан да буде део експеримента, приповедач се враћа следеће ноћи са две медицинске сестре и студентом медицине као сведоцима. Опет, Валдемар инсистира да је вољан да учествује и тражи од приповедача да пожури из страха да је „предуго одлагао”. Валдемар је брзо хипнотисан управо када се оба лекара врате и послуже као додатни сведоци.
У трансу прво јавља да умире, а затим да је мртав. Приповедач га оставља у хипнотичком стању седам месеци и свакодневно га проверава уз помоћ лекара и пријатеља. У међувремену, Валдемар је без пулса, откуцаја срца и дисања, а кожа му је хладна и бледа.
На крају, приповедач покушава да пробуди Валдемара постављајући питања на која овај тешко одговара, јер његов глас извире из његовог грла и опуштеног језика, али су му усне и вилице непокретне. Између транса и будности, Валдемар моли приповедача да га брзо успава или да га пробуди. Док Валдемар виче „Мртав! Мртав!” више пута, приповедач почиње да га извлачи из транса, али се цело његово тело одмах распада у „готово течну масу одвратне—гнусне трулежи”.

## Анализа
По посебно детаљно описује одвратности у овој приповеци, приказујући сопствене студије медицинских текстова. Валдемарове очи у једном тренутку пропуштају „обилно изливање жућкастог ихора”, на пример, иако су Поови описи у причи најбоље сажети у последњим редовима: „... цео његов приказ одједном — током времена од једног минута, или чак и мање, скупљен — смрвљен — потпуно иструнуо испод мојих руку. На кревету, пред целим тим друштвом, лежала је готово течна маса одвратног — гнусног трулежа.” Одвратне слике су готово сигурно инспирисале каснију фикцију, укључујући и Х. Ф. Лавкрафта. Ови завршни редови укључују шок, гађење и нелагоду у једном тренутку. Крај такође може сугерисати да покушаји да се присвоји моћ над смрћу имају грозне резултате и да ће сигурно бити неуспешни.
Џефри Мајерс примећује да се „Валдемар” може грубо превести као „долина мора”, што можда сугерише и чврста и течна стања, као што је наглашено описима док Валдемарово тело прелази из свог нормалног чврстог стања у течно стање у последњим реченицама.
По типично користи зубе да симболизује смртност, као што је то случај са „сепулкралним и одвратним” коњским зубима у „Меценгерштајну”, опсесијом зубима у „Береники” и звуком шкргутања зуба у „Скочижапцу”.
Валдемарова смрт од туберкулозе и покушаји да се она одложи можда су били под утицајем искустава Поове супруге, Вирџиније. У време када је прича објављена, она је четири године боловала од туберкулозе. Поови екстремни детаљи у приповеци можда су били засновани на Вирџинијиној патњи. Поред тога, По је можда био инспирисан Ендруом Џексоном Дејвисом, чија је предавања о месмеризму похађао. Валдемарова смрт, међутим, није приказана сентиментално као Поова типична тема „смрти лепе жене” приказан у другим делима као што су „Лигеја” и „Морела”. Насупрот томе, смрт овог мушког лика је брутална и сензационална.

## Историја објављивања
Док је био уредник новина. Broadway Journal, По је штампао писмо њујоршког лекара по имену др А. Сидни Доун у којем је описана хируршка операција изведена док је пацијент био „у магнетном сну”; ово писмо је послужило као инспирација за Поову причу. „Чињенице у случају господина Валдемара” објављене су истовремено 20. децембра 1845. у издању новина Broadway Journal и часописа The American Review: A Whig Journal — у потоњем часопису је коришћен наслов „Чињенице случаја господина Валдемара”. Прича је такође објављена у Енглеској, прво у издању памфлета под насловом „Месмеризам у Артикуло Мортису”, а касније као „Последњи дани господина Валдемара”.

## Пријем
Многи читаоци су мислили да је ова прича научни извештај. Роберт Колијер, енглески магнетни исцелитељ који је посетио Бостон, писао је Поу рекавши да је он сам извео сличан чин како би оживео човека који је проглашен мртвим (у ствари, човек је заправо био пијани морнар кога је оживела топла купка). Колијер је известио о успеху приче у Бостону: „Ваш извештај о случају господина Валдемара је универзално читан у овом граду и направио је веома велику сензацију.” Други Енглез, Томас Саут, користио је причу као студију случаја у својој књизи Рани магнетизам у својим вишим односима према човечанству, објављеној 1846. године. Студент медицине, Џорџ Евелет, писао је Поу: „Упорно сам тврдио да је то истина. Али кажем вам да снажно сумњам да је то превара.” Шкотски читалац по имену Арчибалд Ремзи писао је Поу „као вернику у месмеризам” питајући га о причи: „Она садржи детаље... најнеобичније околности”, написао је, забринут да је означена као обмана. „Због... науке и истине”, тражио је одговор од самог Поа. Поов одговор је био да је „Обмана управо та реч која му одговара... Неколико људи у то верује — али не и ја — као ни и Ви.” По је примио много сличних писама, а на једно такво писмо од пријатеља је одговорио: „П. С. 'Случај Валдемар' је, наравно, била обмана.” У листу Daily Tribune, уредник, Хорас Грили, приметио је „да је неколико добрих грађана” преварено овом причом, али „ко год је мислио да је то истинит извештај, мора да има велику, веома велику веру у френологију, заиста.”
Елизабет Барет Браунинг је писала Поу о овој причи како би га похвалила за његов таленат да „ужасне невероватности чини блиским и познатим”. Песник из Вирџиније, Филип Пендлтон Кук, такође је писао Поу, називајући причу „најпроклетијим, најстрашнијим, најзанимљивијим, шокантним, генијалним поглављем фикције које је било који мозак икада замислио или руком пратио. Тај желатинасти, вискозни звук људског гласа! Никада раније није постојала таква идеја.” Џорџ Едвард Вубери је написао да прича, „због пуког физичког гађења и грозног ужаса, нема премца у књижевности”. Џејмс М. Хачисон говори о овој причи као о „вероватно Поовој најстрашнијој причи”.
Радјард Киплинг, Поов обожавалац, у својој причи „ У кући Судхуа” помиње „Чињенице о случају господина Валдемара”, што указује на катастрофалне резултате чаробњаштва које је користио човек који покушава да спасе живот свог болесног сина. За једну чаролију потребна је глава мртве бебе, за коју се чини да говори. Приповедач каже: „Прочитајте Поов извештај о гласу који је дошао од хипнотисаног умирућег човека и схватићете мање од половине ужаса гласа те главе.”